# Joakim Alriksson
Joakim Alriksson, född 18 augusti 1992 i Heby, är en svensk fotbollsspelare som spelar för Värtans IK.

## Karriär
Alrikssons moderklubb är Heby AIF. Som 15-åring gick han till Djurgårdens IF. Han debuterade i Allsvenskan mot Halmstads BK 2010. Under 2010 blev han även utvald till "Årets junior" i DIF. Efter säsongen 2011 valde han att lämna klubben.
I januari 2012 skrev han på ett treårskontrakt med Ängelholms FF. I augusti 2012 lånades han ut till Enköpings SK för resten av säsongen. I februari 2013 skrev han på för division 1-klubben AFC United.
Inför säsongen 2018 gick Alriksson till division 4-klubben Värtans IK. Han gjorde nio mål på 18 matcher under säsongen 2018 då klubben blev uppflyttade till Division 3. Säsongen 2019 spelade Alriksson 17 ligamatcher och gjorde sex mål. Följande säsong spelade han 11 ligamatcher och gjorde tre mål. Säsongen 2021 spelade Alriksson sju matcher och gjorde ett mål i Division 4.